# 大串重幸
大串 重幸（おおぐし しげゆき、1985年1月4日 - ）は、長崎県出身の競艇選手。登録番号第4241号、身長163センチ、血液型AB型。師匠は中嶋誠一郎（登録番号3527）。同期には安達裕樹、大峯豊、毒島誠らがいる。

## 来歴
- 長崎県立大村工業高等学校中退後、やまと競艇学校第92期養成訓練を受ける。やまと競艇学校での勝率は4,02。
- 2003年5月24日、大村競艇場でデビュー。
- 2004年5月5日、大村競艇場で初勝利(デビュー125走目)。
- 2008年1月、丸亀競艇場G1第22回共同通信社杯新鋭王座決定戦競走にてG1初出走。同7日G1初勝利(第1レース)
- 2022年2月4日、大村競艇場・BTS鹿島開設６周年記念(一般競走)にて初優勝(優出26回目・2コースから「まくり」)